# Đa phu
Đa phu (tiếng Anh: polyandry, /ˈpɒliˌændri, ˌpɒliˈæn-/; từ tiếng Hy Lạp cổ: πολυ- poly-, "nhiều" và ἀἀήρ anēr, "đàn ông") là một hình thức đa phu thê, trong đó một người nữ lấy hai hoặc nhiều chồng cùng một lúc. Đa phu tương phản với đa thê, trong đó một nam lấy hai hoặc nhiều vợ cùng lúc. Nếu một cuộc hôn nhân bao gồm một số lượng lớn những người tham gia "chồng và vợ" của mỗi giới, thì nó có thể được gọi là chế độ đa phu thê, hay kết hôn theo nhóm. Trong sử dụng rộng rãi nhất của nó, đa phu đề cập đến quan hệ tình dục với nhiều nam giới trong hôn nhân hoặc ngoài hôn nhân.
Trong số 1.231 xã hội được liệt kê trong Atlas Dân tộc học năm 1980, 186 xã hội là một vợ một chồng; 453 thỉnh thoảng có đa phu thê; 588 có đa thê thường xuyên hơn; và 4 có đa phu.  Đa phu là hiếm hơn so với các hình thức hôn nhân khác, vì nó chỉ xem xét những trường hợp được tìm thấy ở vùng núi Himalaya (28 xã hội). Nhiều nghiên cứu gần đây đã tìm thấy hơn 50 xã hội khác có hình thức đa phu.
Chế độ đa phu trong đó những người chồng là các anh em ruột được thực hiện giữa những người Tây Tạng ở Nepal và một phần của Trung Quốc, trong đó hai hoặc nhiều anh em kết hôn với cùng một người vợ, với người vợ có "quyền tiếp cận tình dục" với các anh em này như nhau. Nó gắn liền với mối quan hệ cha con có thể chia sẻ, niềm tin văn hóa rằng một đứa trẻ có thể có nhiều hơn một người cha.
Đa phu được cho là có nhiều khả năng tồn tại trong các xã hội có tài nguyên môi trường khan hiếm. Nó được cho là để hạn chế sự gia tăng dân số của con người và tăng cường sự sống còn của trẻ em được sinh ra. Đó là một hình thức hôn nhân hiếm hoi mà không chỉ tồn tại giữa các gia đình nông dân mà còn giữa các gia đình ưu tú. Ví dụ, chế độ đa thê ở vùng núi Himalaya có liên quan đến sự khan hiếm đất đai. Cuộc hôn nhân của tất cả anh em trong một gia đình với cùng một người vợ cho phép đất đai của gia đình vẫn còn nguyên vẹn và không bị chia nhỏ. Nếu mỗi anh em kết hôn riêng và có con, đất gia đình sẽ bị chia thành những mảnh đất nhỏ không bền vững. Ngược lại, những người rất nghèo không sở hữu đất đai ít có khả năng thực hành chế độ đa thê trong Phật giáo Ladakh và Zanskar.  Ở châu Âu, việc chia tách đất đai đã được ngăn chặn thông qua thực tiễn xã hội về thừa kế không chia nhỏ. Với hầu hết những đứa con sinh ra không có quyền thừa kế tài sản, nhiều người trong số họ trở thành tu sĩ và linh mục sống độc thân.
Hệ thống giao phối đa phu cũng là một hiện tượng phổ biến trong thế giới động vật.